# Emil Jacobson
Emil Frithiof Jacobson, född den 7 september 1850 i Grythyttans socken, Örebro län, död den 21 januari 1929 i Stockholm, var en svensk läkare.
Jacobson blev student vid Uppsala universitet 1870. Han avlade medicine kandidatexamen vid Lunds universitet 1874 och medicine licentiatexamen vid Karolinska institutet i Stockholm 1878. Jacobson var praktiserande läkare i Stockholm från 1879. Han var intendent vid Hjo vattenkuranstalt 1884–1886, vid Loka hälsobrunn 1890–1902 och vid Varbergs havsbadanstalt från 1903 samt läkare vid Nybro badanstalt. Jacobson blev livmedikus 1891 och riddare av Vasaorden 1897.